# Galanthus samothracicus

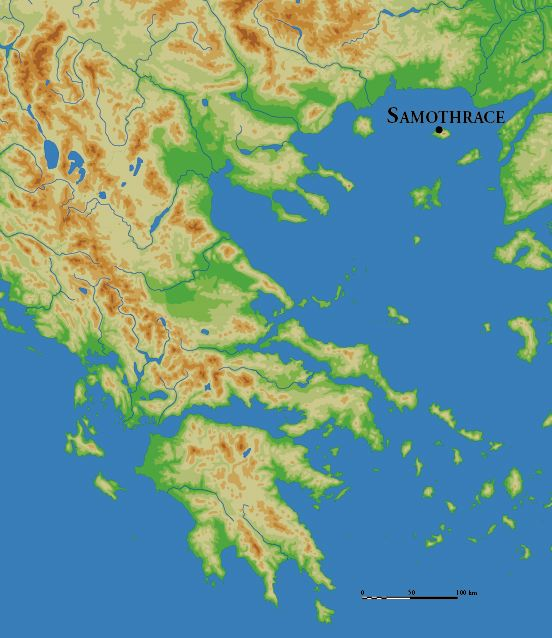
Lage von Samothraki in der Ägäis

Galanthus samothracicus ist eine Pflanzenart aus der Gattung der Schneeglöckchen (Galanthus) in der Familie der Amaryllisgewächse (Amaryllidaceae). Die Art ist nur von der griechischen Ägäis-Insel Samothraki bekannt und wurde 2014 erstbeschrieben.

## Beschreibung
Galanthus samothracicus ist eine ausdauernde Pflanze. Die Zwiebel ist fast kugelförmig bis ellipsoid und misst 2 bis 2,5 × 1,5 bis 2 Zentimeter. Die äußeren Zwiebelhäute sind dünn, papierartig und gräulich-braun. Die basale Blattscheide ist röhrig, weißlich und misst 2 bis 5 × 0,3 bis 0,7 Zentimeter. Die Knospenanlagen sind abgeflacht.
Im Winter und Frühling werden zwei bis drei Blätter gebildet. Diese sind grundständig, linealisch-verkehrtlanzettlich und zunächst aufrecht, biegen sich aber mit der Zeit immer mehr nach unten. Sie messen meist 26 bis 25 (seltener ab 9 und bis 34) × 0,4 bis 1,2 Zentimeter. In der Mitte sind die Blätter etwas breiter als im oberen Drittel. Die Blattspitze ist zugespitzt bis abgestumpft und weißlich. Die Blätter sind zunächst blaugrün, die Färbung verändert sich mit der Zeit in Richtung Grün. Die Blattoberseite ist leicht zusammengedrückt-konkav mit schwachem oder kaum sichtbarem fahlgrünem Mittelstreifen. Die Oberfläche ist glatt mit auffallender Mittelrippe auf der Unterseite. Die Blattränder sind etwas nach unten eingerollt.
Meist ist nur ein Blütenschaft vorhanden, seltener zwei. Dieser ist während der Blüte aufrecht. Er ist selten ab 7, meist 16 bis 31 Zentimeter lang, länger als die Blätter, fast zylindrisch und grün. Die Spatha ist ungefähr 3,5 × 0,4 Zentimeter groß, durchscheinend und häutig. Der Blütenstiel ist 20 bis 40 (selten ab 15 oder bis 50) Millimeter lang. Die Blüten sind einzeln angeordnet, je eine pro Schaft. Sie sind nickend und duften. Die äußeren Blütenhüllblätter sind (selten ab 16) 20 bis 26 × 6,0 bis 9,0 Millimeter groß, verkehrteiförmig-elliptisch und weiß. Ihr Nagel nimmt ein Drittel der Länge ein. Die inneren Blütenhüllblätter sind kleiner, aber mehr als halb so lang wie die äußeren. Sie sind (selten ab 8) 11 bis 12 × 4 bis 6 (selten bis 8,5) Millimeter groß, verkehrteiförmig, weiß und auf der Innenseite dunkelgrün gestreift. Jedes der inneren Blütenhüllblätter weist eine Ausbuchtung auf und auf seiner Außenseite an seiner Spitze ein einziges, breites, grünes Mal. Für gewöhnlich ist dieses Mal auf den beiden Seiten der Bucht vergrößert. Es ist nie schmal V- oder U-förmig. Die Staubblätter sind an ihrem unteren Ende festgewachsen, bespitzt und gelb. Der Fruchtknoten ist dreifächrig, zur Blütezeit 5 bis 6 × ungefähr 5 Millimeter groß und dunkelgrün. Die Kapseln sind dreikammerig, verkehrt eiförmig, (selten ab 6) 9,0 bis 14,5 × 6,0 bis 10,5 Millimeter groß und haben abgerundete Kanten. Die Samen sind asymmetrisch länglich-verkehrteiförmig, 2,2 bis 3,6 × 1,3 bis 1,6 Millimeter groß und besitzen Strophiole. Die Samenschale ist netzartig und färbt sich zur Reife dunkelbraun.
Die Chromosomenzahl beträgt 2n = 24, die Genomgröße 2C = 51,42 bis 52,72 pg.
Die Blütezeit liegt am Naturstandort im Januar und Februar, in der Kultur in Mitteleuropa reicht sie dagegen von Mitte Dezember bis Ende Februar.

## Vorkommen
Galanthus samothracicus ist auf der im Norden der Ägäis liegenden, zu Griechenland gehörenden Insel Samothraki endemisch. Die Schneeglöckchen wachsen im Tiefland zwischen der Küste und dem Fuß des Fengari in Höhenlagen von 5 bis 80, zum Teil bis 100 Metern auf jahreszeitlich feuchten bis sumpfigen Standorten an Fließgewässern und Quellen auf humusreichen Böden. Mit Galanthus samothracicus vergesellschaftet konnten folgende Arten bzw. Unterarten nachgewiesen werden: Anemone pavonina, Arum elongatum, Cardamine graeca, Crepis hellenica, Doronicum orientale, Erodium cicutarium, Erophila verna, Geranium pusillum, Geranium robertianum subsp. purpureum, Geranium rotundifolium, Hedera helix, Juncus effusus, Lamium garganicum subsp. striatum, Lamium purpureum, Leucojum aestivum, Luzula forsteri, Melanortocarya obtusifolia, Muscari neglectum, Ornithogalum spp., Ranunculus ficaria, Saxifraga hederacea, Scilla bifolia, Senecio vernalis, Senecio vulgaris, Sternbergia lutea, Scandix pecten-veneris, Selaginella denticulata, Smilax excelsa, Taraxacum spp., Theligonum cynocrambe, Veronica cymbalaria, Viola odorata.

## Botanische Geschichte
Im April 2006 wurden bei einer floristischen Erkundung der Insel Samothraki durch Burkhard Biel einige fruchtende Schneeglöckchen entdeckt. Der Standort befand sich nordwestlich von Makrilies in einem Platanenwald am Ufer des Xiropotamos. In den Jahren 2009 und 2011 konnten weitere Wuchsorte von Schneeglöckchen auf der Insel ausfindig gemacht werden. Diese liegen im Bereich des Xiropotamos im Südwesten von Samothraki, bei Therma im Norden und bei Anomeria im Nordosten. Aus morphologischen und genetischen Untersuchungen (unter anderem der Größe des Genoms) wurde geschlossen, dass es sich bei den auf der Insel Samothraki entdeckten Schneeglöckchen um eine noch unbeschriebene Art handelt. Im Jahr 2014 wurden sie durch Kit Tan und Burkhard Biel als eigene Art Galanthus samothracicus erstbeschrieben.